# Hoje é dia de rock, bebê!
"Hoje é dia de rock, bebê!" é um meme da Internet surgido no Brasil. Durante um show do Rock in Rio, em 23 de setembro de 2011, a atriz Christiane Torloni disse a frase em entrevista ao Multishow. Desde então, a frase é comumente utilizada no Dia Mundial do Rock.

## Origem
Na noite de 23 de setembro de 2011, a atriz Christiane Torloni era uma das celebridades na área VIP do Rock in Rio. Dani Monteiro, que cobria o evento ao Multishow, perguntou a Christiane se ela estava "dançando durante o show de Katy Perry". A atriz respondeu:
| “ | Eu tava, adoro, hoje é dia de rock, bebê! | ” |

A entrevista prosseguiu, mas a frase em questão viralizou. Parte do humor do meme se dá pois Christiane aparentava estar alterada na entrevista, e também porque nenhuma atração daquela noite era do gênero rock. Um mês depois da entrevista, a frase já havia se tornado "febre" e um bordão popular. Em entrevistas, Torloni disse que "Hoje é dia de rock" era uma peça de teatro da qual gostava na adolescência. Segundo Christiane, o meme nasceu de uma alegria genuína, e a expressão "bebê" é bastante usada por ela no dia a dia.
A própria TV Globo posteriormente utilizaria a frase em telejornais e telenovelas. Por exemplo, Aguinaldo Silva, autor de Fina Estampa, concordou que Torloni referenciasse a frase em Fina Estampa, e a personagem de Torloni,  Tereza Cristina, termina diversas frases com "bebê". A frase entrou para a história do festival, sendo lembrada anualmente. Na edição seguinte do Rock in Rio, em 2013, a frase virou uma camiseta oficial do evento. Em 2015, Torloni adaptou a frase para divulgar a orquestra EntreAtto: "Hoje é dia de EntreAtto, bebê!". A expressão costuma se popularizar nas redes sociais durante o Dia Mundial do Rock, comemorado anualmente em 13 de julho no Brasil. O meme é citado no livro Os 198 Maiores Memes Brasileiros que Você Respeita, de Kleyson Barbosa.
É um dos memes mais conhecidos do Rock in Rio e um dos maiores memes de 2011, entrando na lista de "memes que formaram o caráter da internet brasileira" do TecMundo.